# Kloster Killydonnell

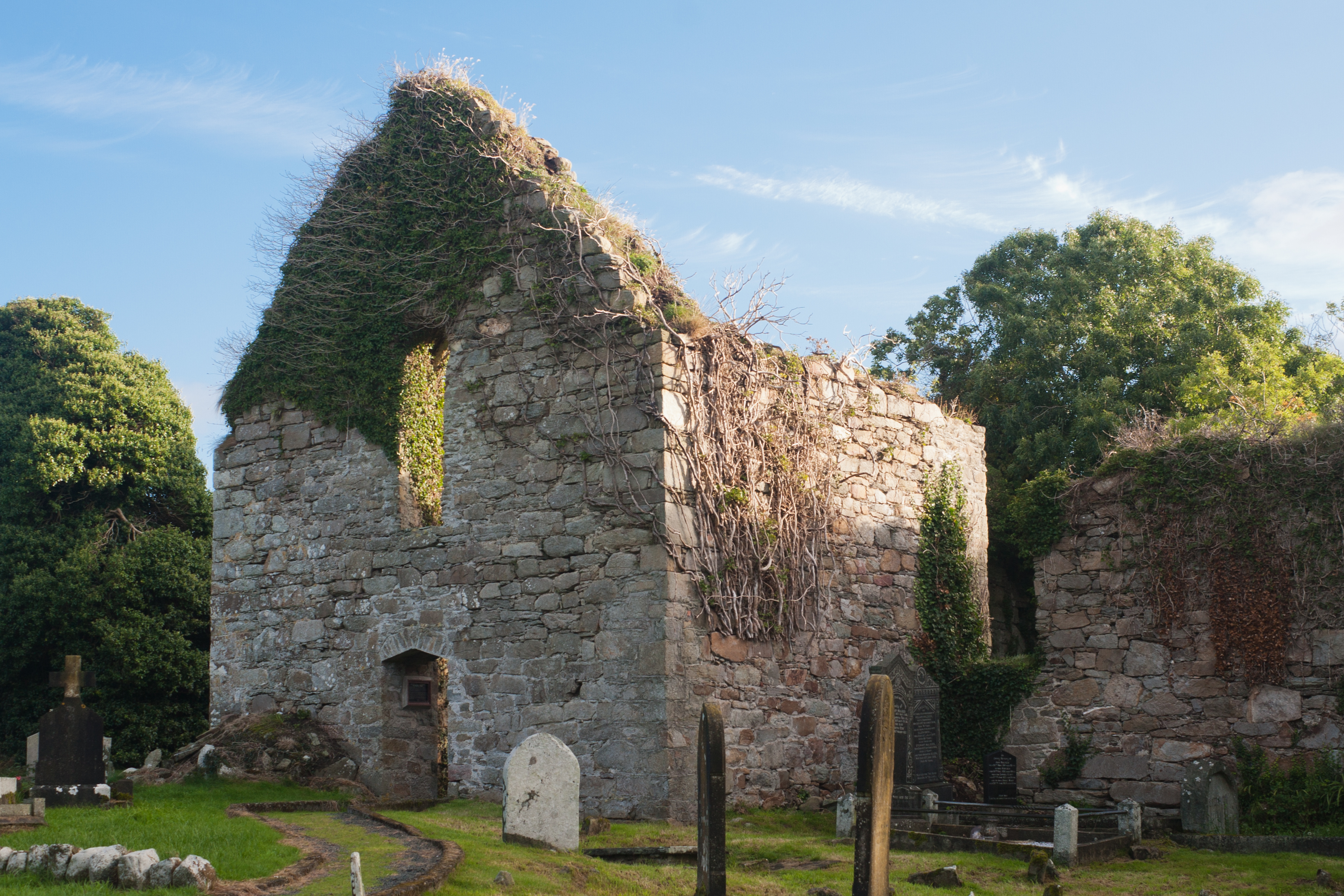
Südwest-Ansicht des Klosters

Das Kloster Killydonnell (irisch Mainistir Chill Ó dTomhrair, englisch Killydonnell Friary) wurde 1471 von der im Donegal herrschenden Familie O’Donnell als Haus für Terziaren des franziskanischen Ordens in der Diözese Raphoe in Irland gegründet. Anfang des 17. Jahrhunderts, spätestens jedoch 1603 wurde das Kloster im Zuge der Reformation aufgehoben.

## Geschichte
Der irische Name Chill Ó dTomhrair deutet an, dass es an der Stelle zuvor eine Kirche der lokal ansässigen Familie Ó Tomhrair gab. Die Initiative zur Gründung ging von den beiden Terziaren Dermit Idurnyn und Dermit Magillacsbuig aus, die eine Petition nach Rom schickten, um ein neues Haus eröffnen zu können. 1471 wurde dann durch eine päpstliche Bulle der Dekan von Raphoe veranlasst, den Bau des Klosters zu genehmigen.

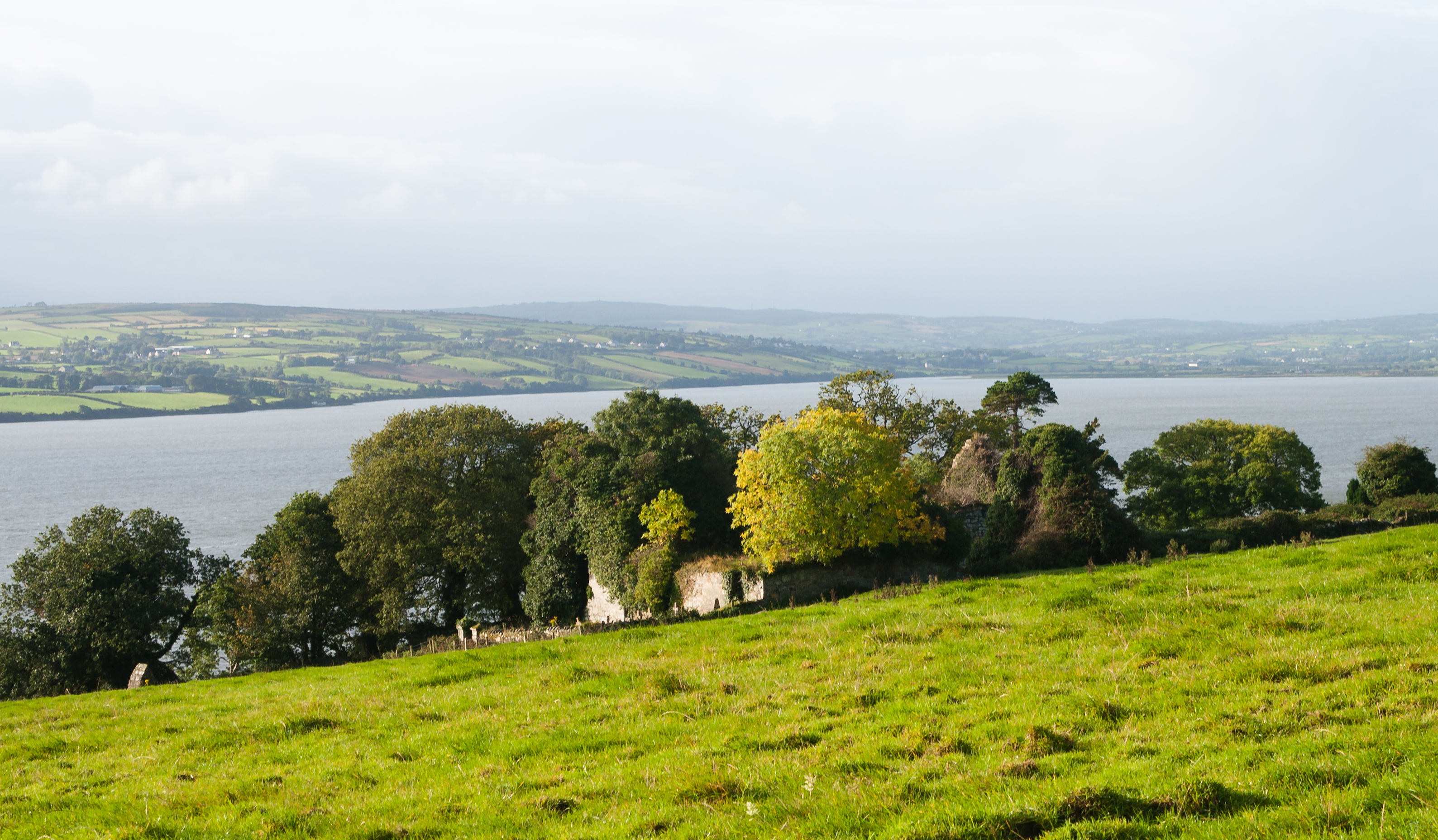
Killydonnell liegt an der Westküste des Lough Swilly, einem fjordartigen Meeresarm, der sich zwischen Fanad im Westen und Inishowen im Osten erstreckt.

In den 1550er-Jahren versuchte die englische Krone auch in Ulster, faktisch Herr zu werden mit englischen Truppen, einer englischen Verwaltung und der Durchsetzung englischen Rechts. Viele Clans wie die Gründerfamilie der O’Donnell waren bereit, das zu akzeptieren, auch wenn dies den Verzicht auf eigene Streitkräfte bedeutete. Der Konflikt zwischen dem englischen und dem irischen Recht führte dabei nicht selten zu Auseinandersetzungen um die Nachfolge in den irischen Herrschaftsfamilien, da das englische Recht die Primogenitur vorsah, während nach irischem Recht geeignete Mitglieder einer Seitenlinie gewählt wurden. Ein solcher Konflikt ergab sich bei den O’Neill, bei denen der nach englischem Recht eingesetzte Nachfolger Matthew seinem Bruder Shane unterlag, der entsprechend dem irischen Recht folgte. Shane O’Neill wurde dann zum wichtigsten Gegner der Engländer im Norden Irlands und war damit auch in Konflikt zu der Familie der O’Connell, die seit alters her mit den O’Neill rivalisierte. 1559 gelang es Shane, Calvagh O’Donnell und seine Frau im Kloster gefangen zu nehmen. Erst 1566 wurden die Entführten von Henry Sidney bei seinem erfolgreichen Feldzug gegen Shanes Armee befreit.
Der 1591 zum Bischof von Raphoe berufene und im Juni 1592 während des neunjährigen Krieges aus Rom in seiner Diözese angekommene Neal O’Boyle ließ sein Kapitel am 23. September 1592 in Killydonnell tagen.
1601 waren die Franziskaner immer noch im Kloster; 1603 übergab der letzte Hüter des Klosters dieses der Krone. Zu diesem Zeitpunkt gehörten zum Kloster drei Quarter Land, und die jährlichen Einnahmen wurden auf drei Schilling geschätzt. Das Kloster wurde danach Capt. Basil Brooke überlassen.

## Architektur

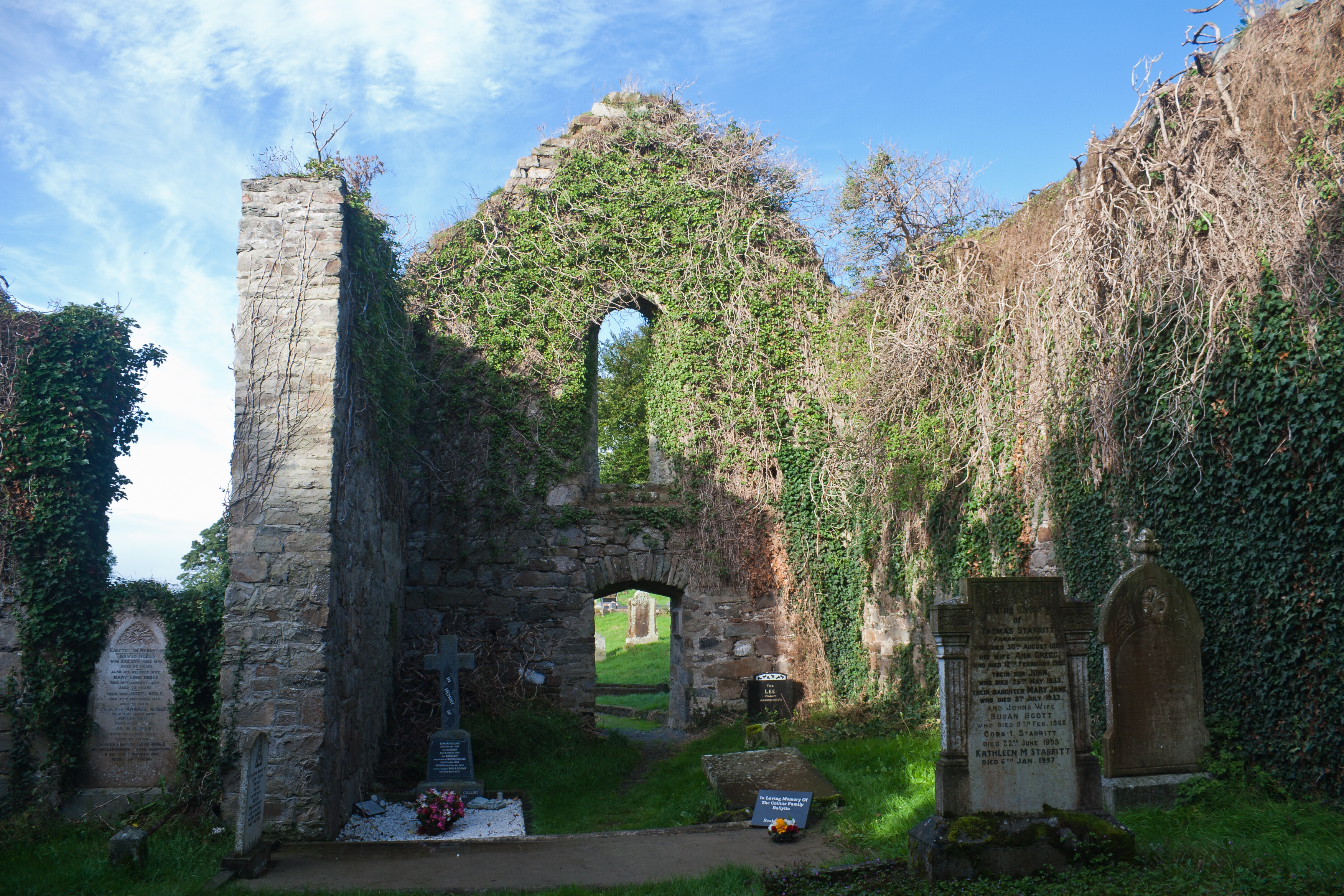
Innenansicht des Kirchenschiffs mit Blick nach Westen.

Das Kloster besteht aus einem einschiffigen, innen 24 m langen und 6,25 m breiten Kirchenschiff mit einem südlichen der Küste zugewandten Querschiff, das innen 10,4 m × 5,9 m misst. Nördlich des Chorbereiches schließen sich die Sakristei an, die später als Familiengruft der Familie Stewart genutzt wurde, und die Wohnräume, die alle mit Gewölben versehen sind. Lacy nimmt keine engere Datierung vor, geht aber davon aus, dass das Kirchenschiff und die Wohnräume etwa zur gleichen Zeit entstanden und das Querschiff später hinzukam. Das Maßwerk des Ostfensters ist fast vollkommen verloren gegangen. Lacy vermutet, dass es viergliedrig war und mit einem Vierpass nach oben hin abgeschlossen wurde.